# Fiesta de Santiago el Verde

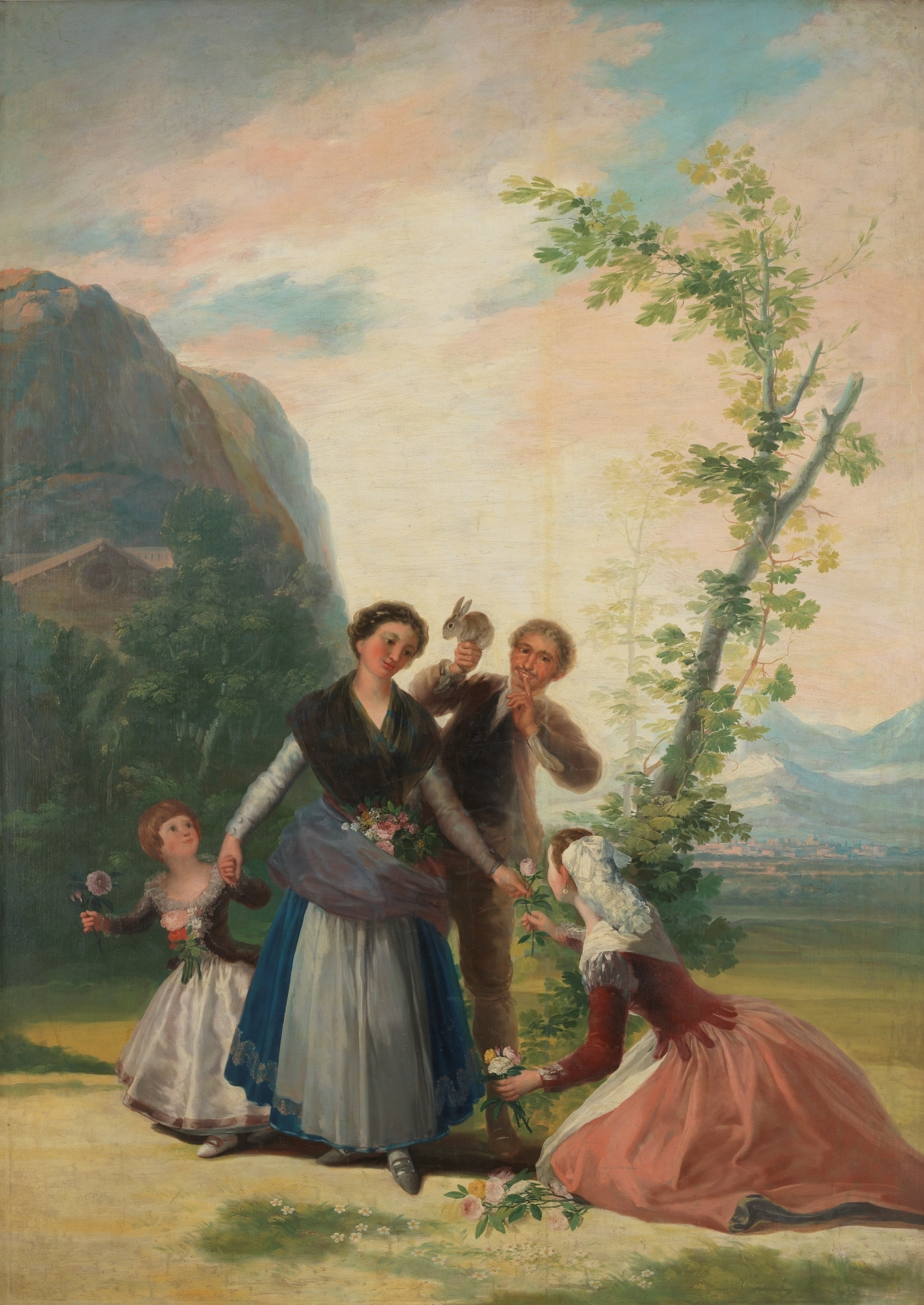
Una representación de Francisco de Goya, en el cartón para tapices dedicado a Las floreras (o La primavera) (ca. 1786). Museo del Prado de Madrid.

La Fiesta de Santiago el Verde (también conocida como día del Sotillo) fue una romería celebrada en Madrid el día uno de mayo, en el entorno de la ermita de San Felipe y Santiago (conocida popularmente como ermita de Santiago el Verde), junto al río Manzanares. Muy popular en los siglos xvi y xvii, fue glosada por dramaturgos del Siglo de Oro Español como Lope de Vega, Zorrilla y Calderón de la Barca. Coincidía con la celebración de las Mayas, en barrios como el de Lavapiés, y a partir de 1896 con el día Internacional de los Trabajadores. La romería fue decayendo a lo largo del xviii, hasta desaparecer.

## Historia
Se ha situado el posible origen de esta romería en las celebraciones paganas del comienzo de la primavera y el inicio del ciclo agrícola, y dentro del conjunto de festejos conocidos como los Mayos. Lo cierto es que ya en el siglo xvi se recoge la tradición primaveral, entre los vecinos de la Villa de Madrid y los pueblos vecinos, de "bajar al Sotillo" en una romería que, pasando por el ventorrillo del Sol, en la Huerta del Bayo, llegaba hasta los sotos y alamedas del río Manzanares. A diferencia de otros festejos similares, participaban en ella todas las clases sociales, «desde el rey al último villano»; con un considerable tráfico de carrozas, sillas de manos, diversas caballerías (mulas y pollinos), y una inmensa mayoría de «romeros de a pie». Explica el historiador Deleito, siguiendo el relato de cronistas y dramaturgos de la época (siglo xvii), que con el pretexto de visitar las ruinas de la ermita, la inicial devoción se convertía en «bulla, jolgorio, comilonas, galanteo, exhibición» y esa necesidad cosmopolita y metropolitana de «verse unos a otros», en palabras de Zabaleta y luego de Lope de Vega:

ya llega Santiago el Verde,
 estación que hace Madrid
 a un Soto, no más que a verse
 todos juntos, como dicen
 que verse en el valle tienen
 de Josafat...

Tanto Deleito como el cronista de Répide localizan la desaparecida ermita consagrada a los santos Felipe y Santiago en el paraje conocido como ‘Sotillo de Santiago el Verde’, entre la Puerta de Toledo y el portillo de Embajadores. Juan de Zabaleta, cronista del Felipe IV, en su relato costumbrista Día de fiesta (ca. 1660), describe con inusitado espíritu crítico ‘El Sotillo’, diciendo que hay en él «unos árboles, ni anchos, ni galanes, ni grandes», y que «humedece este soto, dividido en listas, Manzanares, poco más que si se señalaran la tierra con el dedo mojado en saliva».
También acudían los reyes, en especial Felipe IV, amante del teatro y los festejos, y que en esa época del año vivía en Aranjuez.
En 1861, el escritor costumbrista Mesonero Romanos la cita como una fiesta del pasado.

### El relato de Brunel
Citando las descripciones costumbristas de Zabaleta y añadiendo las suyas propias, Antonio de Brunel, en su Voyage d'Espagne (1654) dedica unas páginas a la fiesta de Santiago el Verde, en las que –en opinión de Deleito– destaca el protagonismo del «elemento femenino» en la celebración. Escribe Brunel: «La galantería de esta fiesta consiste, principalmente, en la afluencia de mujeres que se preparan para mostrarse allí deslumbradoras; para eso, llevan sus más hermosos vestidos, y no olvidan ni el bermellón ni el albayalde, en los que buscan todos sus atractivos. Se las ven en diversas posturas en las carrozas de sus enamorados. Unas no se muestran allí sino a medias, y aparecen o medio tapadas o con las cortinas bajas; (...) Las que no tienen galanes que puedan o quieran darles carroza, se mantienen en dirección de la romería, y bordean las calles o caminos que a ella conducen. No se debe hablar a las que llevan hombres consigo; a las demás se las puede decir cuanto se quiera de dulce, atrevido y libre, sin que se ofendan. Es aquí parte de su libertad o libertinaje el pedir indiferentemente a quienes las acomoda, que las paguen limoncillos, barquillos, pastillas y otras golosinas...»

## En la literatura
Además de las ya citadas obras que le dedicaron a la fiesta Lope, Calderón o Rojas, y de las descripciones del cronista Quintana o el costumbrista Juan de Zabaleta, José Deleito reúne menciones de Quiñones de Benavente, Francisco de Quevedo y su oponente Luis de Góngora, que advertía en una letrilla:

No vayas, Gil, al Sotillo,
que yo sé
quién novio al Sotillo fue
y volvió hecho novillo.

## En la prensa
También recoge Deleito algunos curiosas noticias publicadas en los diarios de avisos que describen episodios de la romería, como el que informa que «El día de Santiago el Verde se atascó en el río un coche de damas, sin que pudieran sacar dos mulas.»; o este otro que relata un suceso: «El día de Santiago el Verde (1631), mataron unos mozos al Marqués del Valle, de edad de veintiséis años, sin darle lugar las heridas a que se confesase.»

## En el cancionero popular
¡Qué bien bailan las serranas,

día de Santiago el Verde,
 
en el Val de Manzanares

cuando el sol claro amanece!

Dejan el Sotillo todas,
 
llevando sobre las frentes

guirnaldas entretejidas

de rosas y claveles.